# Toronto Metros-Croatia
Toronto Metros-Croatia was een Canadese voetbalclub uit Toronto. De club werd opgericht in 1975, door de samenvoeging van Toronto Metros en Toronto Croatia. De club werd opgeheven in 1978. De club ging verder als Toronto Blizzard en Toronto Croatia.

## Gewonnen prijzen
- NASL
  - Winnaar (1): 1976